# Ницберг, Александр Абрамович
Алекса́ндр Ни́цберг (нем. Alexander Nitzberg; род. 29 сентября 1969, Москва) — германский, австрийский русско- и немецкоязычный поэт и переводчик.

## Биография
Александр Ницберг родился 29 сентября 1969 года в Москве. Отец — художник и скульптор Абрам Ницберг (1925–2005).
В подарок на рождение сына его мать, актриса Элла Опальная (род. 1935), получила от подруги два номера журнала «Москва» (№ 11 за 1966 год и № 1 за 1967 год) с первым изданием в СССР романа Михаила Булгакова «Мастер и Маргарита». Два аналогичных номера журнала мать подарила сыну в 2012 году после перевода им романа на немецкий язык.
В 1980 году в одиннадцатилетнем возрасте эмигрировал с родителями и сестрой из СССР в Германию, вырос в Дортмунде. 
В девятнадцатилетнем возрасте в 1988–1989 гг. впервые занялся литературными переводами с русского на немецкий язык.
Ницберг — переводчик на немецкий язык произведений Александра Пушкина, Михаила Лермонтова, Александра Блока, Марины Цветаевой, Анны Ахматовой, Николая Гумилёва, Николая Агнивцева, Игоря Северянина, Владимира Маяковского, Михаила Зенкевича, Анны Радловой, Максимилиана Волошина, Виктора Гофмана, Даниила Хармса, Михаила Булгакова.
Поэт и переводчик с немецкого Алёша Прокопьев писал об Александре Ницберге в 2012 году:
Александр Ницберг — двуязычный автор, создатель «правильного» немецкого Хармса. Эта работа Ницберга вызвала некоторый шум в Германии, поскольку новые переводы, как отмечено в послесловии к трёхтомному изданию, «отменили» переводы из Хармса знаменитого переводчика Петера Урбана.
С 2010 года жил в Вене. После 2022 года по политическим причинам вернулся в Россию, в настоящее время живёт в Москве, преподает в Высшей школе переводов МГУ. 
Старшая сестра — американский скульптор, художник Юлия Ницберг (род. 1961).

## Награды и премии
- Международная отметина имени отца русского футуризма Давида Бурлюка[8]
- Читай Россию (Read Russia) (2012—2014) — за перевод на немецкий язык романа Михаила Булгакова «Мастер и Маргарита»[9]